# PMP Cycling Team
PMP Cycling Team es un equipo de ciclismo amateur de Chile Conocido como TBanc Skechers por los auspiciadores TBanc y Skechers.
Participó como equipo de Vuelta Ciclista de Chile 2011 siendo ganador por equipo.

## Integrantes
- Luis Mansilla
- Marco Arriagada
- José Medina
- Gonzalo Garrido
- Patricio Almonacid
- José Labra
- Robinson Núñez
- Gerardo Fernández

## Palmarés
- Vuelta Ciclista de Chile 2011